# ラジオ・テレビニッケイ
ラジオ・テレビニッケイ（ポルトガル語: Rádio e TV Nikkey）は、ブラジル・サンパウロの放送局である。